# Tanytarsus tamagotoi
Tanytarsus tamagotoi är en tvåvingeart som beskrevs av Sasa 1983. Tanytarsus tamagotoi ingår i släktet Tanytarsus och familjen fjädermyggor. Inga underarter finns listade i Catalogue of Life.